# لونفيل
 لونفيل ، (بالإنجليزية: Lunéville)‏، (الفرنسية:lynevil)، هي (بلدية) في قسم مورت وموزيل في فرنسا.

## توأمة
للونفيل اتفاقيات توأمة مع كل من:
- شفتسينغن
- Hämeenkyrö [الإنجليزية]‏

## أعلام
- باول جبريل أنطوان
- كاثرين أوبالينسكا
- إيميلي دو شاتليه
- نيستور ليون مارشان
- كارل ألكسندر من لورين
- ليوبولد دوق لورين
- ستانيسلاف ليزينسكي
- رينيه باسيه
- جورج دي لاتور
- ألفرد ليفي